# Zamek Štramberk
Zamek Štramberk (cz. Hrad Štramberk, niem. Schloss Strahlenberg) – zabytkowy zamek w mieście Štramberk (kraj morawsko-śląski, Czechy).
Pierwsza pisemna wzmianka o zamku pochodzi z 1359. W 1380 roku margrabia Jodok z Moraw (1354–1411) nadał warownię jako lenno Vokowi II z Kravařa. Jan z Fulnek-Novego Jiczyna (zm. 1434) w testamencie zapisał dobra swojemu następcy Ciborowi z Cimburka. W 1471 posiadłość kupił Jindřich z Boskovic.

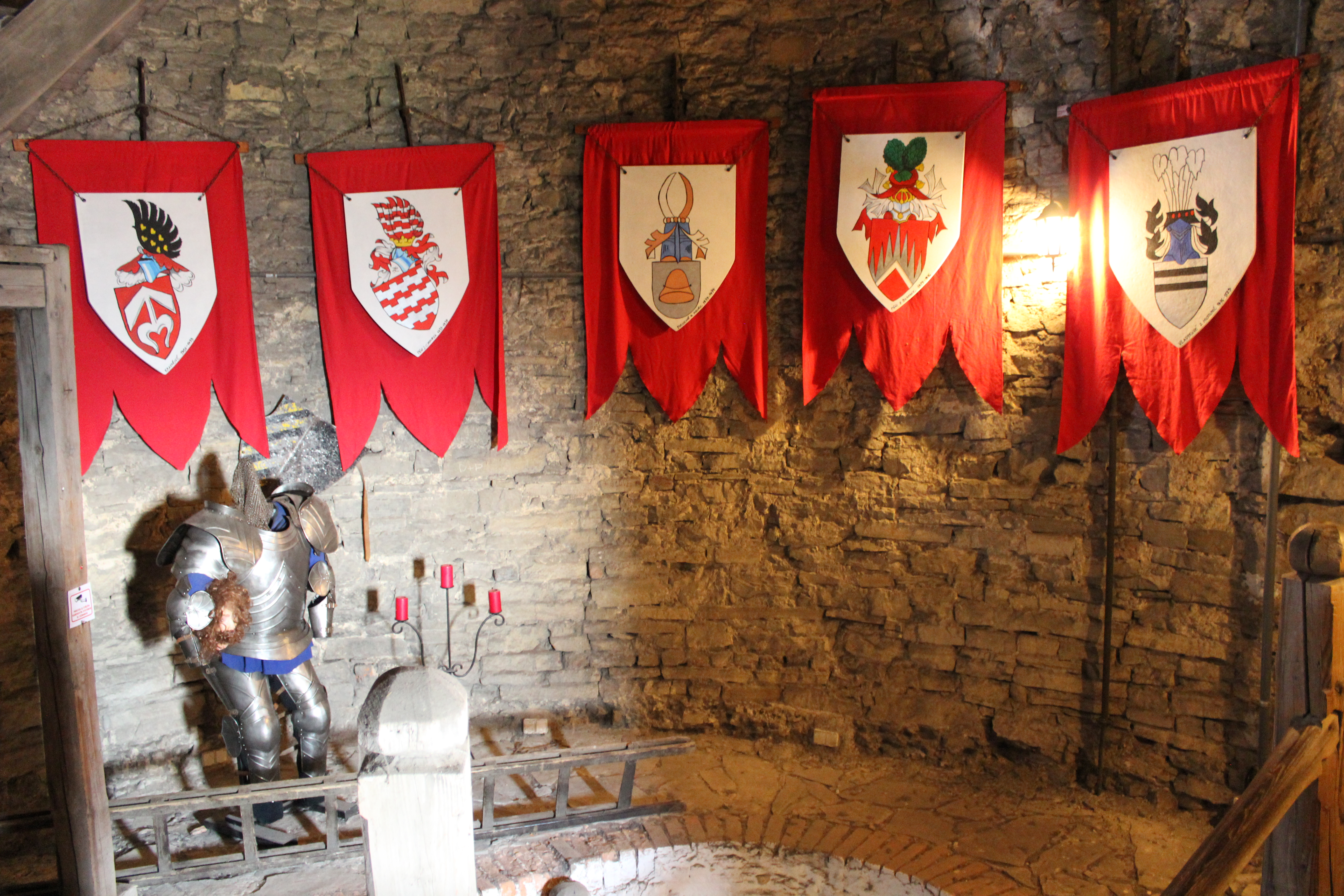
Sala z proporcami
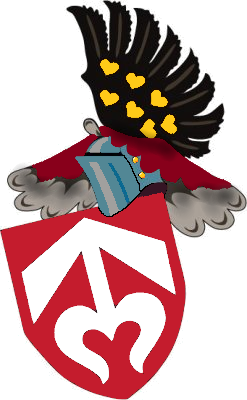
Herb Voka z Kravařa
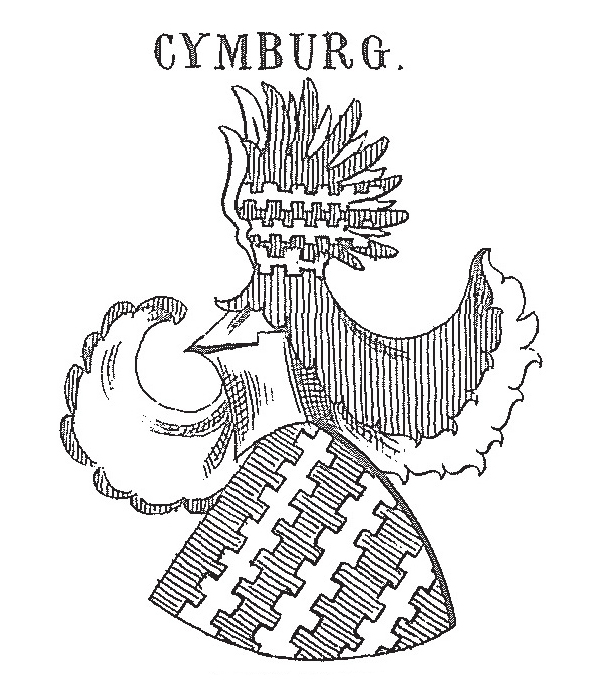
Herb Cibora z Cimburka
Herb  Jindřich z Boskovic